# Грінвілл (Делавер)
Грінвілл (англ. Greenville) — переписна місцевість (CDP) в окрузі Нью-Касл штату Делавер США. Населення — 2326 осіб (2010).

## Географія
Грінвілл розташований за координатами 39°46′29″ пн. ш. 75°36′11″ зх. д. / 39.77472° пн. ш. 75.60306° зх. д. (39.774594, -75.603122).  За даними Бюро перепису населення США в 2010 році переписна місцевість мала площу 7,17 км², з яких 7,11 км² — суходіл та 0,07 км² — водойми.

## Демографія
Згідно з переписом 2010 року, у переписній місцевості мешкало 2326 осіб у 1076 домогосподарствах у складі 654 родин. Густота населення становила 324 особи/км².  Було 1395 помешкань (195/км²).
Расовий склад населення:
| - 85,7 % — білих - 7,2 % — азіатів - 4,8 % — чорних або афроамериканців - 0,9 % — осіб інших рас |

До двох чи більше рас належало 1,3 %. Частка іспаномовних становила 3,4 % від усіх жителів.
За віковим діапазоном населення розподілялося таким чином: 21,1 % — особи молодші 18 років, 54,9 % — особи у віці 18—64 років, 24,0 % — особи у віці 65 років та старші. Медіана віку мешканця становила 46,6 року. На 100 осіб жіночої статі у переписній місцевості припадало 89,6 чоловіків;  на 100 жінок у віці від 18 років та старших — 89,3 чоловіків також старших 18 років.
Середній дохід на одне домашнє господарство  становив 205 604 долари США (медіана — 104 643), а середній дохід на одну сім'ю — 305 426 доларів (медіана — 212 188). За межею бідності перебувало 3,9 % осіб, у тому числі 0,0 % дітей у віці до 18 років та 1,4 % осіб у віці 65 років та старших.
Цивільне працевлаштоване населення становило 1051 осіб. Основні галузі зайнятості: фінанси, страхування та нерухомість — 18,3 %, науковці, спеціалісти, менеджери — 17,9 %, освіта, охорона здоров'я та соціальна допомога — 17,7 %.